# Fahrgemeinschaftsspur

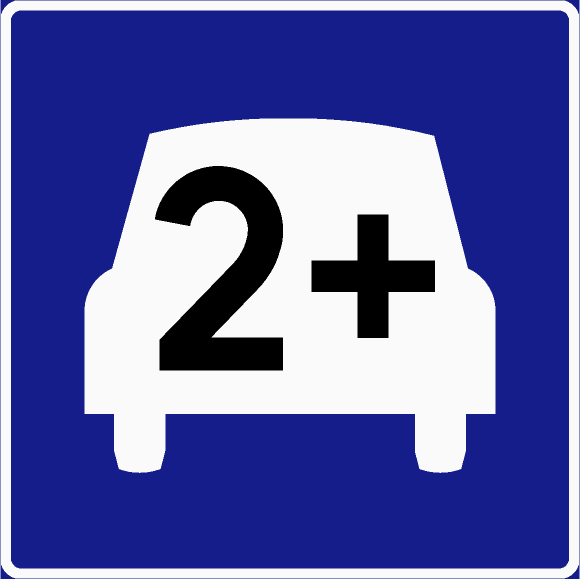
Verkehrszeichen für Fahrgemeinschaftsspuren in Norwegen

Sinnbild der StVO für Personenkraftwagen oder Krafträder mit Beiwagen, die mit mindestens 3 Personen besetzt sind. Das Sinnbild wurde mit der "54. Verordnung zur Änderung straßenverkehrsrechtlicher Vorschriften" (BGBl. Nr. 19, S. 814, 2020) eingeführt.

Eine Fahrgemeinschaftsspur ist ein Kfz-Fahrstreifen, der die Bildung von Fahrgemeinschaften fördern soll. Auf so einem Fahrstreifen dürfen nur Fahrzeuge mit mindestens zwei Insassen, manchmal auch mindestens drei Personen, verkehren. Varianten erlauben die Nutzung von elektrisch betriebenen Kraftfahrzeugen auch mit nur einem Insassen. 
In den USA und Kanada werden solche Fahrstreifen als high-occupancy vehicle lane (übersetzt Fahrbahn für stark belegte Fahrzeuge, kurz HOV lane) oder carpool lane bezeichnet, alternativ auch als commuter lane, diamond lane, express lane sowie transit lane.

## Europa
In Europa hatten mit Stand 2007 Frankreich, Niederlande, Norwegen, Großbritannien und Spanien versuchsweise Fahrgemeinschaftsspuren eingeführt. Frankreich hat dafür 2023 ein neues Verkehrszeichen – weiße Raute auf blauem Grund – eingeführt, das ähnlichen in Nordamerika gebräuchlichen Verkehrszeichen entspricht.
In Österreich wurde auf der B 127 ein Busfahrstreifen Richtung Linz für die Benutzung von Fahrzeugen mit drei oder mehr Insassen freigegeben. Ebenso dürfen Fahrzeuge mit der gleichen Besetzung auf der Liebenauer Tangente in Graz stadteinwärts den Busfahrstreifen nutzen, um eine Ampel zu umfahren. In Krakau (Polen) wurden ebenfalls die großflächig vorhandenen Busfahrstreifen für Fahrgemeinschaften geöffnet.
In Frankreich bestehen auf den Autobahnen der Städte Straßburg und Lyon Fahrgemeinschaftsspuren. Diese dürfen von Fahrzeugen mit mindestens zwei Insassen, Fahrzeugen mit der grünen Crit'Air Vignette (Null-Emissionsfahrzeuge wie z. B. Elektroautos), Taxen (auch leer) und Motorrädern mit zwei Personen benutzt werden. In Straßburg dürfen die o. g. Fahrzeuge mit Ausnahme Fahrzeuge mit der grünen Crit'Air Vignette die Fahrgemeinschaftsspur benutzen.

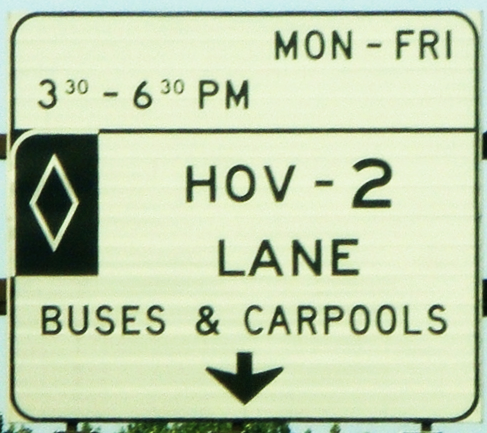
Verkehrsschild für eine HOV-Lane in den USA mit Rautensymbol

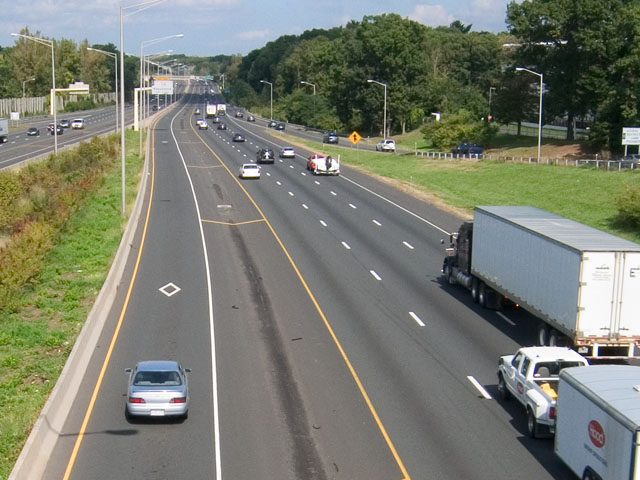
Die linke Spur dieses Highways ist Fahrgemeinschaften vorbehalten.

## USA und Kanada

### Geschichte
Nach der Ölkrise 1973 begannen in den USA Überlegungen, wie man dem wachsenden Energiekonsum durch den Verkehr sowie der Luftverschmutzung begegnen könnte. Es wurde die Behauptung aufgestellt, dass es ab 1,3 Insassen in den Fahrzeugen keine Verkehrsstaus mehr geben würde. Um einen Anreiz zur Bildung von Fahrgemeinschaften zu schaffen, wurden ab Anfang der 1980er Jahre HOV lanes im amerikanischen Verkehrssystem eingeführt.

### Nutzung
Die HOV lanes dürfen nur befahren werden, wenn eine Mindestanzahl von Personen in dem betreffenden Fahrzeug sind. In der Regel sind zwei Personen erforderlich (HOV-2 würde auf dem Verkehrsschild stehen). In Ballungsgebieten (z. B. Los Angeles) gibt es aber auch Spuren, wo sich mindestens 3 (HOV-3) oder mehr Personen im Fahrzeug befinden müssen. In New York existieren sogar HOV-4 lanes. Diese Spuren sind in aller Regel weniger befahren, so dass man dort deutlich zügiger vorankommt. Zudem ist auch die zulässige Höchstgeschwindigkeit auf diesen Spuren häufig höher als auf den übrigen. Eine missbräuchliche Benutzung dieser Spuren (also beim Befahren mit weniger Insassen als jeweils vorgeschrieben) wird mit zum Teil sehr hohen Geldbußen geahndet.
In Kalifornien dürfen auch einzelne Fahrer die HOV lanes nutzen, wenn ihr Fahrzeug festgelegte Emissionswerte bzw. Verbrauchswerte unterschreitet. Dies wird mit einem clean air sticker dokumentiert. Mit Stand 2010 gibt es Pläne der US-Regierung, dieses Konzept auch in den übrigen Staaten zu etablieren.
HOV / HOT
Eine weitere Nutzungsart sind HOT-Lanes (High-occupancy toll lanes). Der Unterschied zu den HOV-Lanes ist, dass SOV (Single-occupant vehicle, einzeln besetzte Fahrzeuge) die Fahrspur gegen eine Mautgebühr benutzen dürfen. Um den Verkehrsfluss auf diesen Spuren aufrechtzuerhalten, wird in den Vereinigten Staaten auf rund 75 Prozent dieser Strecken die Maut je nach Verkehrsaufkommen erhöht bzw. gesenkt. Während viele Staaten der USA sich für eine obere Preisbeschränkung von rund 10 US-Dollar ausgesprochen haben, gibt es Staaten wie Virginia, in denen die Maut unbeschränkt steigen kann. Am 28. Februar 2018 erreichte sie mit 47,50 US-Dollar für einen 10-Meilen-Abschnitt einen neuen Rekordwert. Die anderen HOT-Lanes in den USA haben Preise, die lediglich über den Tag verteilt variiert werden.

### Ausführung

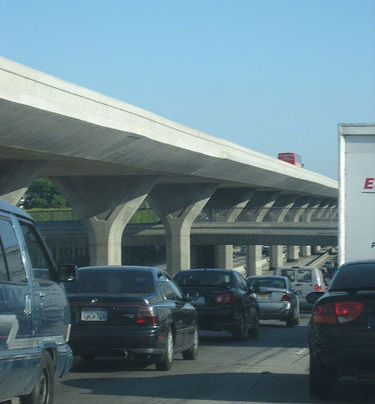
Durch Aufständerung baulich getrennte HOV lanes

HOV lanes werden durch Rautensymbole auf der Fahrbahn und den zugehörigen Verkehrsschildern gekennzeichnet, von denen sich auch die Bezeichnung diamond lane herleitet. Die Spuren sind entweder als Extraspur neben den anderen ausgeführt oder auch komplett baulich getrennt. Die Nutzung nur für Fahrgemeinschaften ist teilweise (nicht überall) auf die Hauptverkehrszeiten beschränkt. Während der übrigen Zeit sind die Spuren durch alle Verkehrsteilnehmer nutzbar (open to all traffic).
Bei den baulich getrennten Fahrbahnen ist es auch möglich, dass eine Umkehr der Nutzungsrichtung erfolgt. Somit kann die Straße je nach Bedarf (z. B. abhängig von der Tageszeit) als Ein- oder Ausfallstraße eingerichtet werden.

### Wirksamkeit
Eine pauschale Beurteilung über den Nutzen von HOV lanes ist aufgrund der verschiedenen Ausführungen, des regional unterschiedlichen Verkehrsaufkommens sowie der jeweiligen Infrastruktur nicht möglich. Es ist jedoch zu beobachten, dass insbesondere in Ballungsgebieten der Anreiz, einem Stau zu entkommen, der Bildung von Fahrgemeinschaften förderlich ist. Zu den Hauptverkehrszeiten kann die Interstate 66 beispielsweise ausschließlich von Fahrgemeinschaften als Verbindung von Washington zu den Vororten genutzt werden. Eine Untersuchung einer Express Lane der Interstate 405 im Bundesstaat Washington hat ergeben, dass auf einem 15-Meilen-Abschnitt die durchschnittliche Reisezeit bei Nutzung der Express Lane an einem Werktag um 11 Minuten abnimmt. Kritisch gesehen werden HOV lanes, welche aufgrund ihrer geringen Nutzung (bedingt durch die infrastrukturelle Lage) Staus teilweise noch verschlimmern.